# 杨经绥
杨经绥（1950年6月—），岩石大地构造学家，中国地质科学院地质研究所研究员。

## 生平
生于浙江省杭州市，籍贯浙江余杭。1977年毕业于长春地质学院地质勘探系，1992年毕业于加拿大戴尔豪斯大学获博士学位。2017年当选为中国科学院院士。 曾获国家自然科学奖二等奖、何梁何利科技进步奖和李四光奖等，选为美国地质学会会士和美国矿物学会会士。
杨经绥长期从事青藏高原和造山带的岩石学和大地构造学的研究，重点研究超高压变质带、地体拼合和碰撞过程以及深部地幔作用。